# Клерикализъм
Клерикализмът е политическа доктрина, пропагандираща християнските ценности и възстановяване на водещата роля на църквата в светския и духовен живот на обществото и по-малко в държавата, така както са били конструирани обществените отношения през средновековието.
Най-яркият представител и прогандатор на клерикализма и днес и в миналото е Римокатолическата църква с нейния папоцезаризъм.
Клерикализмът добива популярност в Западна Европа след големите обществени катаклизми сполетели Европейския континент по време на Френската революция с последвалите я Наполеонови войни. В Източна, а и донякъде в Централна Европа, клерикализмът не е така ярко проявен в организацията на държавата и духовния живот, с оглед следването на обратната политическа концепция на цезаропапизма от Руската империя и останалите православни. Цезаропапизмът заляга в основата и на някои протестантски държави. Примери за последното са Прусия, Скандинавия, и Англия от 16 век с нейната Англиканска църква).
Клерикализмът не се стреми към налагане на теокрация, а към контролиране на духовния, а оттук и на светския живот в държавата/ите. В известен смисъл клерикализмът с явява в антиномия (т.е. противовес, противоположност; конфликтен) на секуларизма.
Носители на клерикализма са не духовниците, а светски лица и организации, включително различни християндемократически и християнсоциални партии, християнски съюзи, профсъюзни, културно-просветни, феминистки, младежки сдружения и т.н.